# Distretto di Anta (Ancash)
Il distretto di Anta è un distretto del Perù nella provincia di Carhuaz (regione di Ancash) con 2.368 abitanti al censimento 2007 dei quali 614 urbani e 1.754 rurali.
È stato istituito il 28 novembre 1910.